# Белл-Айлэнд
Остров Белл (англ. Bell Island) — это остров, который является частью Ньюфаундленда и Лабрадора, самой восточной провинции Канады. С площадью 34 км², это, безусловно, самый большой остров в заливе Консепшн на юго-востоке острова Ньюфаундленд. Столица провинции Сент-Джонс находится менее чем в 20 км к востоку.
Береговая линия острова Белл почти полностью состоит из скал, которые возвышаются до 45 м над уровнем моря. На острове расположено 4 поcеления с общим населением более 2000 человек. Подавляющее большинство из них живут в главном поселении Вабана (англ. Wabana). С Ньюфаунленд остров связывает паромное сообщение с Португальской бухтой (англ. Portugal Cove). На юге находятся деревни Лэнс-Коув (Lance Cove), Бикфордвилл (Bickfordville) и Фрешвотер (Freshwater).
С 1895 по 1966 год на острове Белл велась крупномасштабная добыча железной руды. В результате относительно небольшой остров приобрел большое международное экономическое значение, поскольку он быстро превратился в одного из самых важных производителей железной руды в мире. Кроме того, руда, добываемая в шахтах острова Белл, была очень важна для военной промышленности союзников во время Второй мировой войны, что привело к тому, что нацистская Германия дважды атаковала остров. На своем пике там проживало более 12000 человек.
С момента окончания добычи полезных ископаемых население резко сократилось, и произошел серьезный экономический спад. Из-за небольшого количества оставшихся рабочих мест большинство жителей теперь ежедневно ездят на пароме в столичный район Сент-Джонс (англ. St.John’s). В последние годы местная экономика в значительной степени обратилась к туризму, причем природная красота, история добычи полезных ископаемых и кораблекрушения являются основными достопримечательностями.

## Топонимы
Первоначально остров был известен как Большой Белл-Айлэнд (англ. Great Bell Island), хотя он превратился в укороченную форму Белл-Айлэнд еще в конце 18-го века. Остров Белл используется в качестве официального названия с 1896 года, хотя старое название использовалось еще в течение ста лет.
Остров берет свое название от характерной конусообразной скалы возле западного мыса, известной как «Колокол». Название этой скалы происходит от того, что она похожа по форме на традиционный колокол, выступающий вверх ногами из воды.

## История

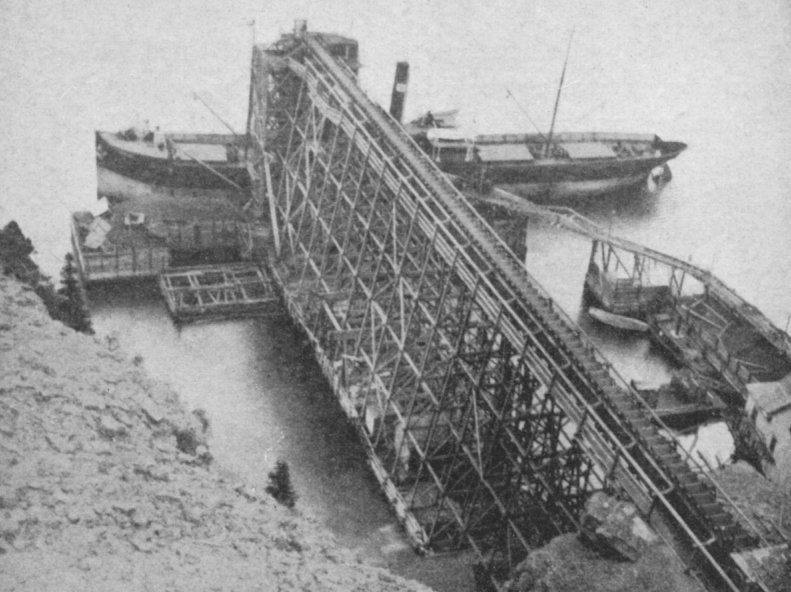
Железорудный Пирс Белл-Айленда, около 1900-х годов

Первые европейские жители поселились на острове в 18-м веке. Они занимались сельским хозяйством и ловили рыбу, причем на протяжении большей части 19-го века население острова занималось натуральным хозяйством. Первым зарегистрированным поселенцем был англичанин Григорий Нормор в 1740 году.
Экономика значительно расширилась в 1890-х годах, когда началась добыча железной руды. Рудник стал одним из крупнейших производителей железной руды в северо-восточной части Северной Америки. Выработка шахты простиралась под дном залива Консепшен. Большая часть руды была отправлена с погрузочного цеха в Сидней, Новую Шотландию, где была выплавлена на сталелитейных заводах. Сталелитейный завод в Сиднее и железный рудник на острове Белл принадлежали компании «Dominion Steel and Coal Company», которая в свое время была одним из крупнейших частных работодателей в Канаде.

### Вторая мировая война
Во время Второй мировой войны якорная стоянка сухогрузов, перевозящих железную руду, была атакована немецкими подводными лодками. В ходе двух атак 5 сентября и 2 ноября 1942 года четыре корабля были потоплены и 70 моряков погибли.
Сбитая немецкая торпеда также нанесла удар по причалу погрузки железной руды DOSCO на берегу. Остров Белл был одним из немногих мест в Северной Америке, где можно было увидеть действия противника во время войны и единственным местом в Северной Америке, которое подверглось прямому нападению немецких войск (из-за случайного попадания торпеды в землю).

### Закрытие железорудного рудника
Железорудная шахта Белл была чрезвычайно дорога в эксплуатации. В 1950-х годах некоторые из крупнейших в мире поверхностных месторождений железной руды были открыты в северо-восточном Квебеке и западной части Лабрадора. После того, как во второй половине десятилетия была построена железная дорога Квебек-Норд-Шор и Лабрадор, железная руда острова Белл стала неконкурентоспособной.
В начале 1960-х годов добыча железной руды на острове Белл прекратилась.
Основанная на ресурсах экономика острова сильно пострадала от остановки, что привело к большой миграции населения. Некоторые переехали в близлежащую столицу провинции — Сент-Джонс.
В сентябре 2015 года были высказаны опасения по поводу возможного обрушения заброшенных туннелей, которые являлись частью рудника Белл. Вышедший на пенсию шахтер, Питер Янг, сказал, что туннели под заброшенными шахтами, уходящие вниз на два километра, могут привести к масштабной катастрофе. Он полагал, что обвал вызовет локальное землетрясение, которое приведет к вторичному эффекту падения уровня воды в заливе Консепсьон вокруг шахты, что, в свою очередь, может вызвать цунами.

## Экспедиции
В 2006 году Стив Льюис, опытный пещерный дайвер и член клуба исследователей, возглавил команду, которая сфотографировала и оценила шахту Белл на предмет безопасности будущих исследований.
4 февраля 2007 года член экспедиции Джозеф Т. Штеффен скончался от воздушной эмболии во время погружения в шахту . Проект продолжился, несмотря на потерю этого исследователя , и членам команды удалось задокументировать многие из артефактов шахты . Их отчет предоставил «Обществу наследия острова Белл» важную информацию об артефактах, оставшихся после окончания горных работ в 1966 году.